# Серпейка (приток Нары)
Серпе́йка — река в городе Серпухове Московской области России, левый приток Нары.
Исток в районе Серпейского пруда на улице Весенней. Протекает через центральную часть города, в том числе через исторические кварталы, на юго-запад от истока. Пересекается с улицами Луначарского (подземные трубы), 1-й Московской (Земляной мост 1815 года). Далее протекает на юг вдоль Соборной горы, где располагался Серпуховский кремль, затем русло поворачивает снова на юго-запад, пересекается с Тульской улицей (автомобильный мост) и в районе Механического завода впадает в Нару.
Равнинного типа. Питание смешанное, с преобладанием снегового весной и грунтового на протяжении остальной части года. Длина — около 2,2 км. Замерзает в начале декабря, вскрывается в начале апреля.

## История
На мысу при впадении Серпейки в Нару на холме, носящем также название Соборная (Красная) гора, был основан в XIV веке Серпухов. По одной из версий происхождения топонима Серпухов, название населённому пункту дала именно Серпейка. В Средние века, а также в периоды нашествий крымских татар глубокий овраг реки служил дополнительным препятствием для нападавших, образуя вместе с рекой Нарой, рвом и стенами Кремля мощный оборонительный пункт.

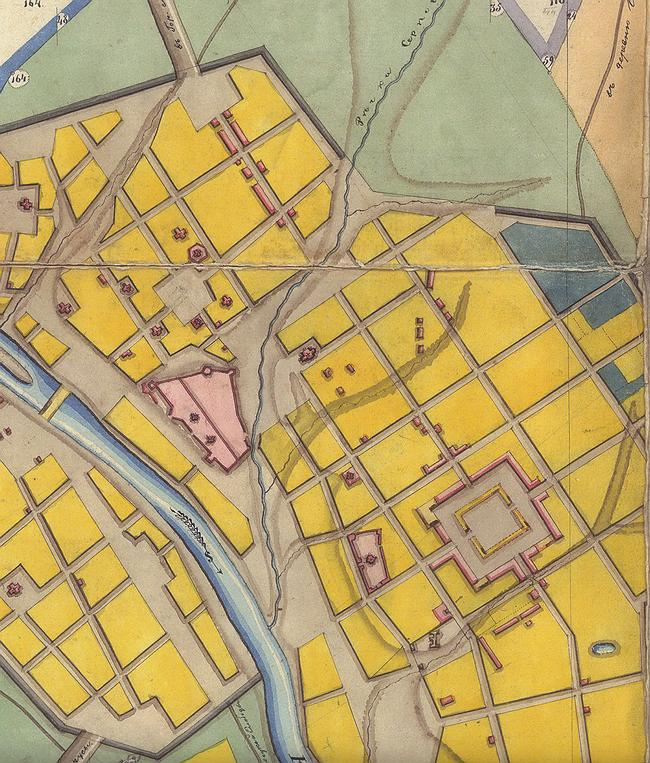
Исторический центр Серпухова вместе с реками Нарой и Серпейкой на фрагменте плана города 1826 года

На холмах по берегам Серпейки (в первую очередь, на Ильинской горе) располагались наиболее старые районы городского посада.

## Интересные факты
- С Земляным мостом через Серпейку связана городская легенда о том, что якобы императрица, проезжавшая через Серпухов в 1775 году и «недовольная тем, что в этом месте тракт пересекала глубокая пойма речки, приказала засыпать овраг до срока её возвращения». На самом деле мост построен в 1815 году[2].
- Река дала своё имя двум городским улицам, Верхняя Серпейка и Нижняя Серпейка, расположенным вдоль русла реки.